# Zhala (socken i Kina)
Zhala (kinesiska: 扎拉, 扎拉乡) är en socken i Kina. Den ligger i den autonoma regionen Tibet, i den sydvästra delen av landet, omkring 280 kilometer öster om regionhuvudstaden Lhasa. Antalet invånare är 2 674. Befolkningen består av 1 307 kvinnor och 1 367 män. Barn under 15 år utgör 35 %, vuxna 15-64 år 59 %, och äldre över 65 år 5,0 %.
Genomsnittlig årsnederbörd är 982 millimeter. Den regnigaste månaden är juni, med i genomsnitt 240 mm nederbörd, och den torraste är december, med 3 mm nederbörd.